# 한국예술종합학교 발전기금
한국예술종합학교 발전기금은 사회일반의 이익에 공여하기 위하여 공익법인의 설립운영에 관한 법률에 따라 한국예술종합학교 발전에 기여할 목적으로 1992년 10월 19일 설립된 문화체육관광부 소관의 재단법인이다. 사무실은 서울특별시 성북구 석관동 산1-5 한국예술종합학교 내에 있다.

## 주요 사업
- 학생의 장학사업
- 교육 기자재 및 시설 확충
- 학생 및 교원의 예술 및 연구활동 사업
- 국내외 예술교류 및 회의 지원
- 학교 홍보 및 문화활동 지원 등

## 같이 보기
- 한국예술종합학교